# 惑星冒険もの

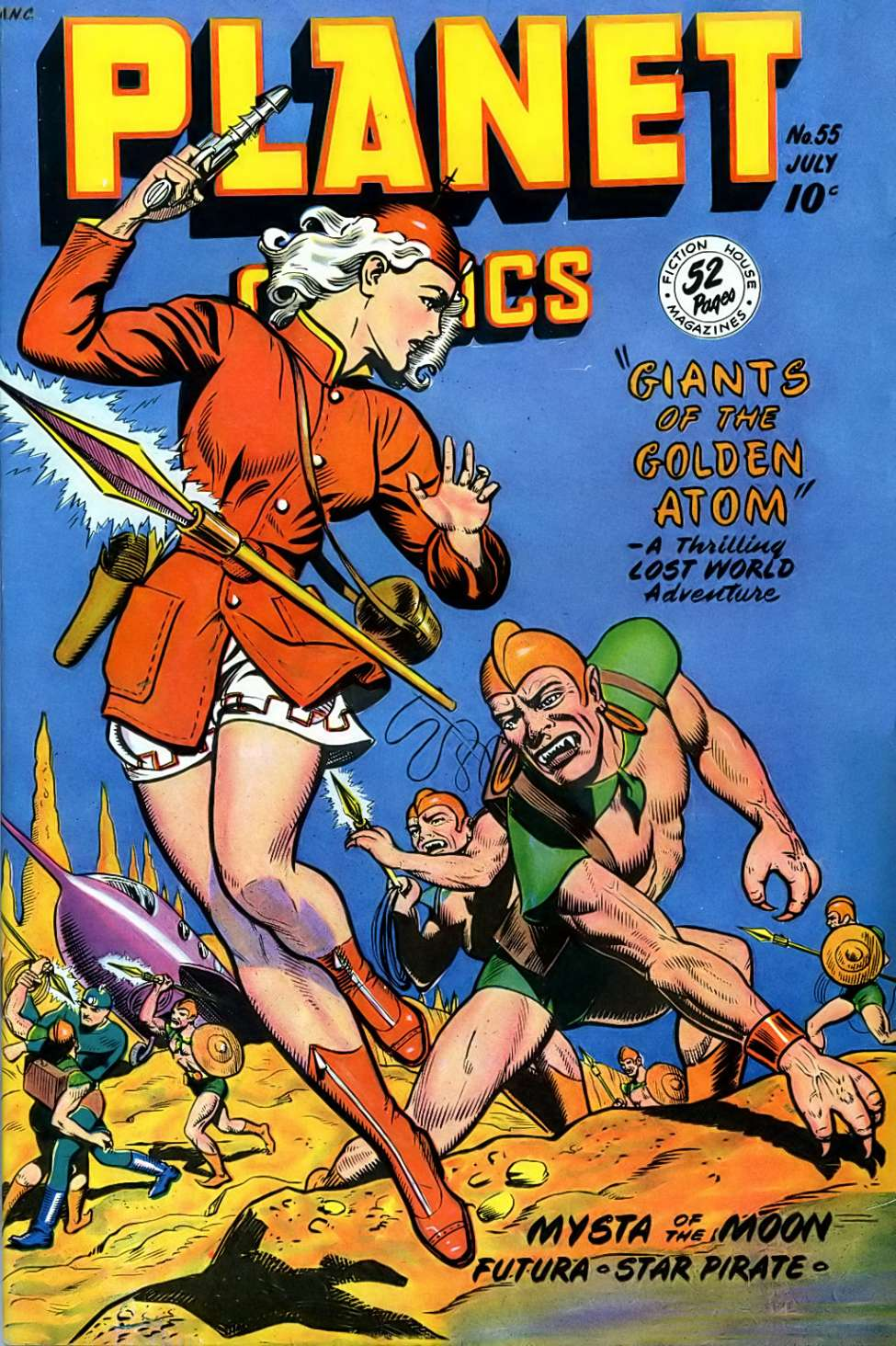
プラネット・コミックス誌の表紙、1948年7月（画:ジョー・ドーリン）

惑星冒険もの（わくせいぼうけんもの、英: planetary romance）とはサイエンス・フィクションまたはサイエンス・ファンタジーの一種で、冒険を構成するアクションの大部分が1つまたは複数の異国風の惑星上で繰り広げられ、その惑星の特殊な物質的・文化的背景で特徴付けられた物語である。
一部の惑星冒険ものは、宇宙船による惑星間旅行が一般化した未来の文化を背景としている。その他、特にジャンルの黎明期の諸作品では宇宙船は登場せず、魔法の絨毯や幽体離脱などの方法で惑星間を行き来する。いずれの場合も舞台となる惑星での冒険がメインであり、移動手段は重要ではない。

## 概要
惑星冒険ものというジャンルが成立する以前からシラノ・ド・ベルジュラックによる『太陽諸国諸帝国』(1662年)、ムルタ・マクダーモットによる『A Trip to the Moon』(1728年)、アシール・エアーオードによる『Voyage à Vénus』(金星への航海)(1865年)、ジュール・ヴェルヌによる『地球から月へ』(1865年)、『彗星飛行』(1877年)等があった。同時期、日本では貫名駿一による『星世界旅行 千万無量』 (1882年)、杉山藤次郎による『黄金世界新説』(1884年)、井口元一郎による『夢幻現象政海之破裂』 (1888年)、羽化仙史による『月世界探検』 (1906年)等があった。

## 原型と特徴
ジャンルの名称が示す通り、惑星冒険ものは19世紀末から20世紀初頭のパルプ冒険ものが地球以外の惑星を舞台として発展したものである。パルプ冒険もの（ヘンリー・ライダー・ハガードやタルボット・マンディといった作家がいた）では異国風の設定で豪放な登場人物を描いており、南米、アフリカ、中東、極東などのロストワールドを舞台とした。古代や中世の実在または架空の国を舞台としており、現代のファンタジーというジャンルの原点の1つにもなった。
惑星冒険ものはパルプ冒険ものにスペースオペラをかけあわせたものである。豪放な冒険者は宇宙旅行者に変換され、多くは地球から旅立ち、（テクノロジーや植民地主義の中心としての）現代のヨーロッパや北米を代表している。異国風の舞台はアジアやアフリカから他の惑星（ジャンル黎明期では火星や金星が多い）に変換されている。そして、西洋人から見た典型的な「未開人」や「東洋の専制国」が敵対的な異星人種族やその退廃的な王国に置き換えられている。惑星冒険ものは多種多様な政治的・哲学的思想を表現する様式として利用されてきたが、文明と文明の遭遇、異質な文明間の対話の困難さ、それによって生じる悲惨な結果を主題の1つとすることが多い。

## エドガー・ライス・バローズと「剣と惑星」もの
このような物語で市場で最初に成功した作家としてエドガー・ライス・バローズがいる。彼の火星シリーズの最初の作品「火星の月の下で」（Under the Moons of Marsのちに『火星のプリンセス』として出版）はパルプ雑誌「オールストーリー」に1912年に掲載された。バローズが惑星冒険ものの様式全てを考案したわけではないが、パルプ雑誌における異星を舞台とした冒険ものの様式を広く認知させたことは確かである。バローズの描く「バルスーム」（火星）は文化的にも科学技術的にも無秩序なごちゃ混ぜであり、「ラジウム銃」や不思議な光線を使って浮遊する乗り物など未来的な機器があるかと思えば、火星人の騎兵隊がおり、皇帝やプリンセスなどを頂点とした制度があり、剣で戦う場面も多い（それを正当化する設定がある）。このように未来的なものと古風なものを混合する手法は、フランク・ハーバートの《デューン》シリーズやジョージ・ルーカスの「スター・ウォーズ」に受け継がれた。火星シリーズのストーリーは全くの冒険ものであり、捕らわれて囚人となり、剣闘士として強制的に戦わされ、大胆な脱走をし、モンスターを狩り、悪人と決闘する。ファンタジー要素は幽体離脱、テレパシー以外ほとんどなく、「魔法」とされるものの多くは無視されたりいんちきとして暴露されたりする。
火星シリーズから多数の類似作品が生まれた。O・A・クラインのようにバローズが生み出した市場をうまく活用したものもいた。バローズ自身も1934年に金星シリーズを出版している。数十年後にジャンルが衰退したが、1960年代にはバローズ人気が再燃し、リン・カーターやマイケル・ムアコックがバローズへのパスティーシュともいえる作品を生み出した。ロバート・E・ハワードら「剣と魔法」(Sword and Sorcery)いわゆるヒロイック・ファンタジーの作家にも影響され、この模倣的ジャンルは「剣と惑星」ものと呼ばれるようになっていった。このジャンルは様式の幅が狭く、似たようなストーリーを単に生み出し続けるだけの進歩のない「レトロ」なジャンルである。おそらくそのためか「剣と惑星」ものの作家は極めて長いシリーズものを書くことが多く、その極端な例がケネス・バルマーのドレイ・プレスコットサーガで53巻まである。

## 惑星冒険ものとSF
1926年から出版が始まり1930年代に隆盛を迎えたSFパルプ雑誌は惑星冒険ものの新たな市場を創出し、このジャンルの新たな担い手を生み出す効果を発揮した。プラネット・ストーリーズやスタートリング・ストーリーズといったパルプ雑誌は惑星冒険ものが中心だった。一方ウィアード・テイルズのような既存のファンタジー誌は、それまでのホラーや剣と魔法ものからSF冒険ものへと移行しはじめた。中でも特筆すべき作家として、《ノースウェスト・スミス》シリーズ（1933年-1947年）で知られるC・L・ムーアがいる。ムーアのストーリーには活劇がほとんどなく、むしろ心理的緊張を描いており、特にムーアにとって危険で官能的だった未知なるものの恐怖と魅力を描いている。
1940年代と1950年代において惑星冒険もののジャンルの特筆すべき作家としてリイ・ブラケットがいる。そのストーリーは複雑で、単純な勧善懲悪ではなく、冒険活劇も盛大であり、時にはラブストーリーもからめ、パルプ雑誌では滅多に見られないほど重厚で詳細な設定があり、スペースオペラとファンタジーを融合させたスタイルだった。ブラケットはプラネット・ストーリーズとワンダー・ストーリーズ誌の常連で、同じ世界設定を共有するが主人公の異なる（エリック・ジョン・スタークは例外的に複数作品で登場）一連の作品を生み出した。ブラケットのストーリーは第一に冒険小説だが、文明の衝突や帝国主義や植民地主義といった問題をテーマとしていた。
ブラケットの「金星の魔女」とA・E・ヴァン・ヴォークトの「原子の帝国」を比較してみると興味深い。これらの作品はロバート・グレーヴスの『この私、クラウディウス』をプロットや設定の下敷きにしている。ヴァン・ヴォークトは自身の考案した帝国の詳細を語り、主人公の脆弱さを強調する。ブラケットは、陰謀に巻き込まれたある女性の空想的魅力にとりつかれた地球人を登場させている。どちらもスペースオペラだが、ブラケットの作品だけが惑星冒険ものと言える。
1960年代中ごろから、太陽系を舞台としてきた伝統的な惑星冒険ものは廃れていった。科学技術の進歩によって太陽系には地球以外に生命の存在しうる場所がほとんどないことがわかったためで、以降は何らかの超光速航法を前提として太陽系外惑星を舞台とするようになっていった。例外として1966年から始まったジョン・ノーマンの《反地球》シリーズがある。舞台となる惑星ゴルは太陽をはさんで地球と反対側にある反地球である。「異星人の優れた科学」により重力の作用や地球からの探査機ではゴルを発見できないという惑星冒険ものによくある設定になっている。
惑星冒険ものは現在もSFの中で重要な一部となっているが、その呼称が軽蔑的なものと見られているため、作家自らがこの呼称を使うことは少ない。また、惑星冒険ものとスペースオペラの要素が交じり合った作品が多く、どちらか一方に分類することは困難である。
フランク・ハーバートの《デューン》シリーズの特に初期の作品はアラキスという砂の惑星を舞台としており、惑星冒険ものとしての要素を全て備えている（「剣と惑星」ものの要素も若干ある）。しかし、ハーバートは哲学、生態学、政治などについての自分の考え方を披露するために設定を使っているだけともいえる。
マリオン・ジマー・ブラッドリーのダーコーヴァ年代記もダーコーヴァという惑星が舞台の中心であり、惑星冒険ものに分類できる。ただし、銀河規模の設定が単なる背景にとどまっているとは言えない。同様にL・スプレイグ・ディ・キャンプのスペースオペラ「Viagens Interplanetarias」シリーズの一部をなしている Krishna も惑星冒険ものと言える。
アーシュラ・K・ル＝グウィンの初期作品『ロカノンの世界』や『辺境の惑星』は惑星冒険ものとされている。《ハイニッシュ・サイクル》は総じて惑星冒険ものといえるが、後期の作品ほどファンタジー的要素は薄く、社会学や人類学がテーマとして前面に出てきている。
Science Fiction: The 100 Best Novels(1985) で編集者で評論家のデビッド・プリングルは、マリオン・ジマー・ブラッドリーとアン・マキャフリイを惑星冒険ものの重要な作家として挙げている。マキャフリイの《パーンの竜騎士》シリーズは銀河規模の背景設定が冒頭で簡単に書かれているだけである。読者の科学的世界観は重要だが、パーンの社会では科学技術が失われている設定である。

## 作品例

### 小説
- アルムリック - 『魔境惑星アルムリック』、ロバート・E・ハワード
- アラキス -  《デューン》シリーズ、フランク・ハーバート
- 火星と金星 - 火星シリーズと金星シリーズ、エドガー・ライス・バローズ
- Kregen - 《Dray Prescot》シリーズ - ケネス・バルマー
- パーン - 《パーン竜騎士》シリーズ、アン・マキャフリイ
- ダーコーヴァ - 《ダーコーヴァ年代記》、マリオン・ジマー・ブラッドリー
- ゴル - 《反地球》シリーズ、ジョン・ノーマン
- マジプール - 《マジプール》三部作、ロバート・シルヴァーバーグ
- 《スコーリア戦史》シリーズ、キャサリン・アサロ
- 《リバーワールド》シリーズ、『緑の星のオデッセイ』など、フィリップ・ホセ・ファーマー
- 《ハイニッシュ・サイクル》シリーズ、アーシュラ・K・ル＝グウィン
- トーマンス - 『アルクトゥールスへの旅』、デイヴィッド・リンゼイ
- ジャック・ヴァンスの諸作品: 『大いなる惑星』その他
- 《別世界物語》三部作、C・S・ルイス

### コミック
- アダム・ストレンジ
- バック・ロジャース
- フラッシュ・ゴードン
- スペースファミリー・ロビンソン（英語版）（宇宙家族ロビンソンとは別のコミック作品）
- エルフクエスト（英語版）
- デン（英語版）

### 映画とテレビ
惑星冒険ものと明確に認識されている映画や惑星冒険ものの定義に明らかに合致している映画はほとんどない.
- ジョン・カーター (映画)- 2012年のアメリカ映画。原作『火星のプリンセス』
- アバター (2009年の映画)- 2009年に公開されたジェームズ・キャメロン監督によるアメリカ映画。